# Dénudé
Dénudé (uitgekleed of kaal) is een studioalbum van Lazuli. 

## Inleiding
Na de uitgifte van het album Le fantastique envol de Dieter Böhm wilde Lazuli weer op tournee, maar de coronapandemie verhinderde dat. Lazuli noemde die periode “bevroren leven”. Om de tijd te doden trok de band hun eigen geluidsstudio in om een album op te nemen met muziek van hun eerste acht albums. De volle arrangementen werden versimpeld en sommige nummers vallen op dit album onder de categorie "unplugged" (alleen akoestische instrumenten).
Dominique verklaarde, dat de nieuwe arrangementen de muziek dichter bij hun fans moesten brengen in tijden dat de afstand groter werd. Het album werd uitgebracht een jaar na hun (dan) laatste optreden. Pas in 2022 kon Lazuli weer concerten geven.

## Musici
- Claude Leonetti - léode
- Vincent Barnavol – drumstel, percussie
- Romain Thorel – toetsinstrumenten, hoorn
- Arnaud Beyney- gitaar
- Dominique Leonetti – gitaren, zang

## Muziek
| Nr. | Titel                                                              | Duur |
| --- | ------------------------------------------------------------------ | ---- |
| 1.  | J’attends un printemps (album: Saison 8)                           | 4:32 |
| 2.  | Dans le formol au museum (album: 4603 Battements)                  | 2:59 |
| 3.  | Cassiopée (album: En avant doute)                                  | 5:11 |
| 4.  | 15H40 (album: 4603 Battements)                                     | 3:55 |
| 5.  | Mes semblables (album: Saison 8)                                   | 5:03 |
| 6.  | Triste moitiés (album: Tant que l'herbe est grasse)                | 4:05 |
| 7.  | Multicolère (album: Tant que l’herbe est grasse)                   | 3:07 |
| 8.  | Une ombre au tableau (album: Amnésie)                              | 3:41 |
| 9.  | Vita est circus (album: Nos âmes saoules)                          | 4:30 |
| 10. | Naïf (album: Amnésie)                                              | 4:19 |
| 11. | En avant doute (album: En avant doute)                             | 3:16 |
| 12. | La valse à cent ans (album: En avant doute)                        | 4:19 |
| 13. | La vie par la face nord (album: Réponse incongrue à l’inéluctable) | 3:26 |
| 14. | Une pente qu’on dévale (album: Tant que l’herbe est grasse)        | 4:41 |
| 15. | Nos âmes saoules (album: Nos âmes saoules)                         | 5:04 |
| 16. | Un automne (album: Amnésie)                                        | 4:16 |